# ホロハン殺人事件
ホロハン殺人事件（Holohan Murder Case）は、第二次世界大戦最中の1944年にイタリアで起こった殺人事件である。
1944年12月、戦略情報局（OSS）エージェントとして現地対独抵抗運動への物資供給工作を指揮していたウィリアム・V・ホロハン米陸軍少佐（William V. Holohan）が不可解な状況で殺害された。終戦後の調査では、イタリア側の元パルチザン隊員らの証言を元に、共産党派パルチザンへの物資供給をホロハンが拒んだ後、部下だったアルド・イカルディ元少尉らが共謀してホロハンを殺害し、物資割当の権限を握ると共に工作資金を強奪したものと疑われた。しかし、実際にはホロハンによる物資割当の判断に不満を抱いていたヴィンチェンツォ・モスカテーリ指揮下の共産党派パルチザンによって殺害されたと言われている。

## 背景
1944年9月、OSSは占領地の対独抵抗運動を援護するべく、特殊訓練を受けた兵士で編成された複数の工作班をヨーロッパ各地へと派遣した。そのうちの1つ、イタリアのコモ方面に派遣された工作班に課された任務には、クライスラー（Chrysler）というコードネームが与えられていた。当時、ヨーロッパおよびアジア各地で活動するパルチザン組織は、その多くが共産主義勢力の影響下にあった。そのため、連合国軍の作戦担当者らは、終戦後の新政府において軍事力を背景に共産主義者らが実権を握ることを危惧していた。1944年8月にパリで起こった反乱は共産主義者の警察官らが主導したもので、シャルル・ド・ゴール将軍によって排除された。ギリシャでは、既に共産派抵抗運動と反共派抵抗運動による内戦が勃発していた。

## クライスラー作戦
クライスラー作戦は、ハロルド・アレグザンダー将軍指揮下の第15軍集団によって管轄されていた。
1944年9月27日、クライスラー工作班がアルメーノのコイロモンテ村（Coiromonte）近くに落下傘で降下した。工作班の内訳は、指揮官ウィリアム・V・ホロハン少佐、副官ヴィクター・ジャンニーノ中尉（Victor Giannino）、情報将校アルド・イカルディ少尉（Aldo Icardi）、無線士カール・G・ロドルス（Carl G. LoDolce）、火器担当アーサー・P・シアラミコリ軍曹（Arthur P. Ciaramicoli）の米軍人5名、そして抵抗運動から派遣された3人のイタリア人エージェントであった。
40歳のホロハンの本職は証券取引委員会付の法律家で、戦前は陸軍騎兵科の予備役将校を務めていた。彼はOSSが現地勢力からの影響を最小限に抑えるべく非イタリア系の指揮官を求めていた際に自ら志願した。22歳のイカルディ少尉は工作班の中で唯一現地方言を話すことができた。また、ジャンニーノ中尉はイタリア語を、ロドルスはシチリア語を話すことができた。現地抵抗運動に軍資金として提供するために、米ドル、ルイドール金貨、スイス・フラン、イタリア・リラあわせて16,000米ドル相当がホロハンに託されていた。逮捕後にスパイとして処刑されることを避けるべく、ホロハンはOSSの規定に従って部下全員に軍服を着用するよう命じていた。
連合国軍の前線から600マイル（1000km）ほど離れた北イタリアの状況は非常に入り組んでいた。主要抵抗運動だけでも4派閥、すなわち社会党、行動党、キリスト教民主党、共産党が存在し、さらに多くの帰属の曖昧な指揮官らに率いられた小集団も活動していた。本来、クライスラー作戦は枢軸軍の早期降伏を見越して、この地域との連絡を確立すると共に各勢力への牽制を行うことを目的としていた。しかし前提が崩れたため、目的は装備と物資を活用して現地抵抗運動を援護することに変更された。
ドイツ軍による執拗な追跡を受け、クライスラー工作班はパルチザン狩りが実施される度に危機にさらされていた。ある時点でドイツ軍はOSSの無線送信機を追って100ヤードほどの距離まで接近したが、パルチザンに所属するドイツ人工作員3人とスイス人工作員1人が逆探知を行って撃退した。12月、ある独立派閥の指揮官チンクアンタ（Cinquanta）がクライスラー工作班を裏切り、ドイツ軍への通報を行った。チンクアンタは後に暗殺された。

### 共産軍との接触

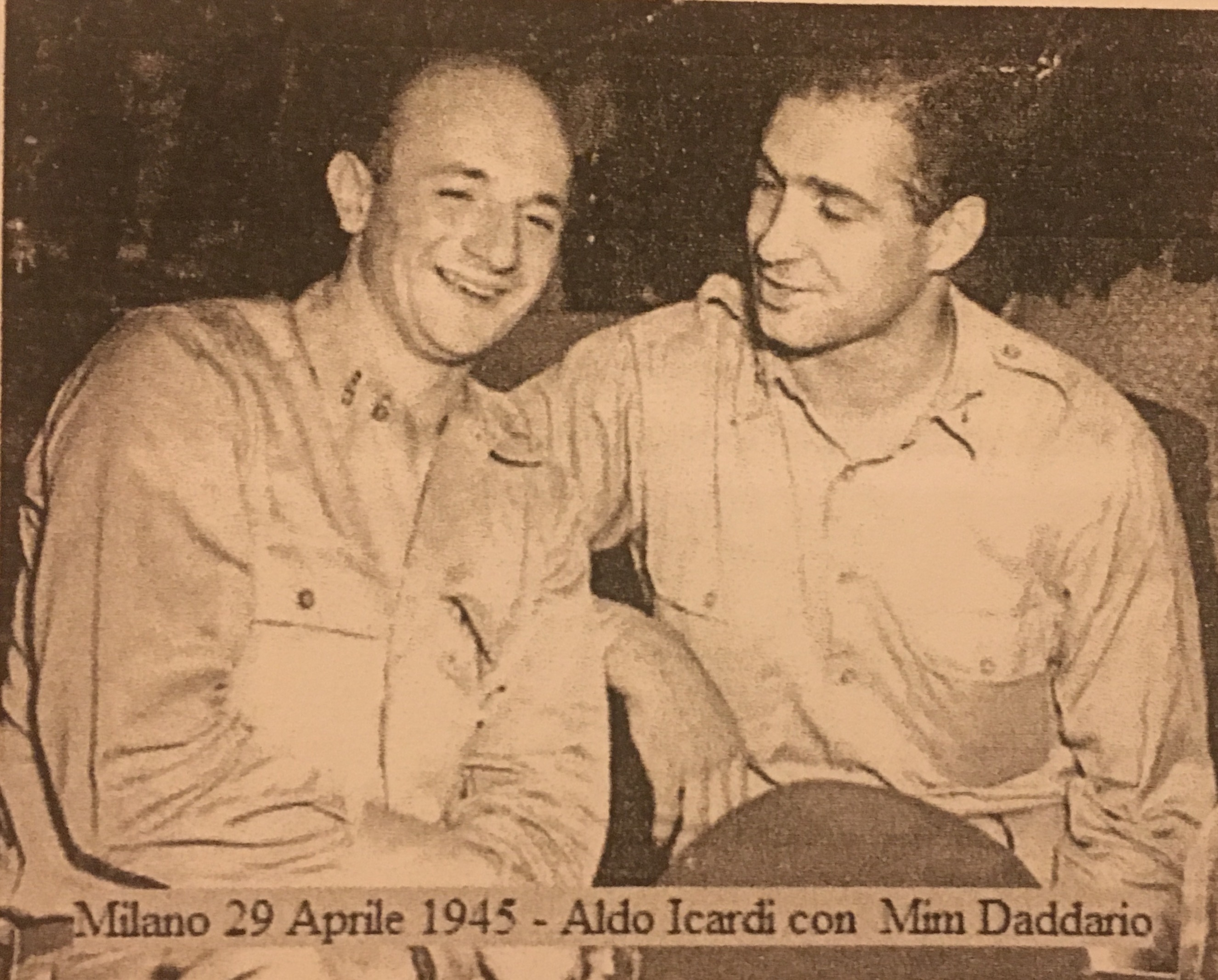
1945年、エミリオ・ダダリオ（右）と共に撮影されたイカルディ（左）

1944年12月2日、ホロハンはイカルディを現地共産軍指揮官ヴィンチェンツォ・モスカテーリの元へ派遣した。この会見は投下される支援物資の供給を管理する権限を求めていたパルチザン将校、アミンタ・ミグリアリが設定したため、やむを得ず行われたものだった。ミグリアリは信頼のできる男ではないと考えられていたものの、工作班は支援を継続するために彼に頼らざるを得なかった。当時、イタリア北部に展開する抵抗運動のうち共産軍はおよそ75％を占めていたが、工作班は投下される物資を各勢力に対し均等な割合で供給していた。そのため、共産軍が他勢力から補給物資を強奪することもしばしばあった。イカルディが1950年に行った証言によれば、ホロハンは共産軍と他勢力を同等に扱っていたという。やがて、イタリア人の間ではホロハンが「熱狂的反共主義者」であるという噂が広まっていった。
工作班はオルタ湖湖畔の大きな別荘を拠点として使用していたが、モッタロン地区でパルチザン狩りが始まったとの情報を得たため、速やかに避難することとなった。12月7日深夜から撤収作業が始まり、別荘の警備に当っていたパルチザン隊員のグアルティエリ・トッツィーニ（Gualtiero Tozzini）とジュゼッペ・マンニーニ（Guiseppi Manini）も荷物運びに参加した。その最中、トッツィーニが足音を聞いたと言い、誰何を試みた途端に銃撃が始まった。事前の計画通り、隊員らは応戦しつつも分散して各自逃走を試みた。イカルディはミグリアリの指揮所まで逃げ切った。その後工作班は再集結を果たしたものの、ホロハンのみが行方不明となっていた。イカルディはすぐに事件の顛末を司令部へと報告した。
2週間後、ミラノに駐在していたOSSエージェントが調査のためにオルタ湖へと派遣された。別荘では連合・枢軸両軍ともが使用している9mm弾の薬莢が発見されたほか、湖畔にはホロハンが所持していた手榴弾が1つ残されていた。
その後、工作班はイカルディの指揮下で物資供給工作を再開した。モスカテーリが後に語ったところによれば、ホロハンの死後はOSSによる支援が増加したという。1945年2月、クライスラー工作班はミラノへと移った。しかし、都市部という環境のために物資の投下は行えず、工作班は郊外に潜伏することとなった。

## 終戦後
終戦後、ホロハンの兄弟で株式仲買人のジョセフ・R・ホロハン（Joseph R. Holahan）はヴィラ・カステルヌオーヴォでの事件について知らされた。彼はイタリアの国防省や警察当局に手紙を書いたほか、当時ピッツバーグで法律家になっていたイカルディを訪ねるなどして真相を探ろうと試みた。1947年、工作班員らが除隊した後、イカルディは陸軍の捜査当局から取調べを受け、ポリグラフ検査も実施された。イカルディは陸軍への再入隊を志願し、ホロハンの死にまつわる疑問を解消するべく、軍法会議の設置を求めた。
1949年1月、カラビニエリのエリオ・アルビエリ少尉（Elio Albieri）がホロハン事件の調査に着手した。1950年3月にアルビエリが元パルチザン隊員トッツィーニとマンニーニに質問を行った時、彼らは「ホロハンが共産軍への支援を拒否したことに憤慨したイカルディが暗殺計画を立てた」という旨の主張を行った。彼らの証言によれば、ホロハンのスープに毒を入れる企てが失敗した後、コイントスで実行者に選ばれたロドルスがホロハンの部屋に向かい、頭を2度撃ったという。イタリア人らはホロハンの遺体を寝袋に入れて湖へと投棄した。彼らは警察に協力して遺体を発見させ、間もなくホロハン本人と確認された。頭蓋骨には2つの銃創が残されていた。
1950年8月3日、ロドルス元軍曹はロチェスターの警察署にて陸軍犯罪捜査部（CID）による尋問を受けた。これは陸軍参謀総長ジョージ・マーシャル将軍の命令によるもので、ロドルスから得られた証言はトッツィーニとマンニーニの主張を裏付けるものだった。
元OSSエージェントでクライスラー工作班にも所属したシアラミコリ元軍曹は、この疑惑が馬鹿げたものであると語った。一方、ホロハンに対する感情として、シアラミコリは「俺たち全員が少佐を嫌っていた。彼は班の最年長者で、後方で座っているのが好きで、何でも簡単に考えていた。少佐の態度は何度か俺たちの命を危険に晒した」と述べた。
当時国会議員となっていたモスカテーリは、記者に対してホロハンが反共主義者であり、イカルディこそが対独パルチザン闘争を強く後押しした勇敢な兵士であると語った。『True』誌のローマ特派員マイケル・スターンは、イタリア側での主張に基づく特集記事を執筆した。『Time』誌もイタリア側の主張を採用した。一方、『The New York Times』紙では、イカルディが『Pittsburgh Press』紙に寄せていた長文の声明を転載した。

### 欠席裁判
1951年秋、イタリア政府はイカルディとロドルスを殺人の容疑で起訴すると共に引渡し要求を行ったものの、アメリカ側の裁判官によって拒否された。当時、イカルディとロドルスは軍を除隊していたために米軍司法当局の管轄外にあり、またアメリカの裁判所はイタリアで起こった犯罪について裁判権を有していなかった。拒否の理由は事件当時は現場がイタリアの支配下になかったためとされていた。ただし、この判断の中では事件に関するイタリア側の主張が受け入れられていた。
1953年、ノヴァーラにて2人のアメリカ人は欠席したまま、ミグリアリ、ジュゼッペ・マンニーニ、グアルティエリ・トッツィーニらを始めとする元パルチザン隊員と共に殺人についての起訴を受けた。イタリア人らは、ロドルスがイカルディの指示で行った毒殺の試みおよび銃撃を支援したと証言した。犯行動機については、十分な武器を共産軍に供給し、またホロハンが本来の作戦資金に加えて秘密作戦のために持ち込んでいた45,000～150,000ドルを奪うことだったと述べた。また、彼らはホロハンが「裏切り者」として「死刑判決」を受けたのだと主張した。
ミグリアリは自分とイカルディがそれぞれ75,000ドル相当のイタリアリラをおもちゃ工場への投資に用いたと主張した。これはホロハンから受け取った資金を元手に、より良い為替レートでの交換を行い軍資金を増やすことが目的だったという。イカルディは暮らしぶりが贅沢であるとか、ホロハンを殺害したことに関連して非難された一方、彼が誠実で勇気ある男だと褒め称える者もいた。もしイカルディが共産主義者であったならどうしたかと尋ねられた時、モスカテーリ議員は「OSSの一員であるなら、そんなことはあり得んね」と応じたという。
依然としてイカルディとロドルスは欠席していたが、法廷では彼らの弁護士が「勝利のための戦いの障害」であったホロハンを排除する必要があったのだと訴えていた。
最終的にイタリア人らは3年間収監された後、裁判官がホロハン殺害を「やむを得ない行動」であり、また命令に従ったものだったとして無罪放免となった。アメリカ人らには欠席状態のまま殺人に関する有罪判決が下された。イカルディには終身刑が、ロドルスには懲役17年が課されていたが、2人ともイタリアを訪れることはなかったので実際に服役することはなかった

### 委員会による捜査
ジョセフ・ホロハンが下院軍事委員会委員となったことで、合衆国議会も事件の捜査に関わることとなった。1953年3月26日、W・スターリング・コウル議長を含む2名の小委員会がピッツバーグを訪れ、殺人を否認していたイカルディからの聞き取りを行った。1955年8月29日、連邦大陪審は8度の偽証についてイカルディを告発した。
裁判は1956年4月17日から始まった。検察側はイタリア人18名を証人として招いていた。イカルディの弁護人エドワード・ベネット・ウィリアムズは、ホロハンは反共的な態度を理由にモスカテーリの命令で殺害されたのだと主張した。ホロハンへの攻撃は、実際にはモスカテーリの部下によって行われたものだと判断された。また、ウィリアムズはコウル議員らが聞き取りを行う前からイカルディに偽証罪を負わせようと話し合っていたことを認めさせた。コウルが証人席を降りた後、ウィリアムズはイカルディに対する尋問自体が法律上有効な目的のために行われたものではないとして、訴えの取下げを求めた。
1956年4月19日、リッチモンド・B・キーチ判事（Richmond B. Keech）は偽証罪について無罪判決を下した。小委員会での証言が法律上有効な目的のために行われたものではないという弁護側の見解を引用し、偽証罪を成立させることはできないとした。キーチ判事がコウルの行いを強く非難した時、イカルディは涙を流していたという。

### その後
その後、ウィリアムズはFBI捜査官と共にイタリアに向かい、モスカテーリと会談した。当時、彼はまだ共産党所属の現職議員だった。
モスカテーリはウィリアムズに対し、この件が刑事事件として扱われるとは思っていなかったこと、共産党派のパルチザンがホロハンの排除を行ったこと、イタリア語を話せないホロハンは作戦指揮官に不適当で、なおかつ殺害以外に排除する手段がなかったことなどを証言した。また、イカルディとロドリスが殺害計画を知らされておらず、関与もなかったとして、必要があれば法廷で証言を行う用意もあると述べた。
アルド・イカルディは引退するまでフロリダで法務関係の職について働いていた。2011年11月9日に死去した。